# 小谷汪之
小谷 汪之（こたに ひろゆき、1942年2月14日 - ）は、日本の歴史学者（インド史）、東京都立大学名誉教授。

## 略歴
埼玉県生まれ。1966年東京大学文学部東洋史学科卒、同大学院博士課程中退。東京都立大学人文学部助手、千葉大学人文学部（後に文学部）助教授、東京都立大学人文学部教授。1999年～2002年歴史学研究会委員長。2002年「歴史的転換期の西部インド」で都立大学博士（史学）。2005年定年退職。日本学術会議会員。

## 著書
- 『マルクスとアジア アジア的生産様式論争批判』青木書店 1979年
- 『共同体と近代』青木書店 1982年
- 『歴史の方法について』東京大学出版会 UP選書 1985年
- 『大地の子 インドの近代における抵抗と背理』（新しい世界史）東京大学出版会 1986年
- 『インドの中世社会 村・カースト・領主』岩波書店 1989年
- 『歴史と人間について 藤村と近代日本』東京大学出版会 UP選書 1991年
- 『ラーム神話と牝牛 ヒンドゥー復古主義とイスラム』これからの世界史 平凡社 1993年
- 『不可触民とカースト制度の歴史』明石書店 1996年
- 『穢れと規範 賤民差別の歴史的文脈』明石書店 1999年
- 『罪の文化 インド史の底流』東京大学出版会 2005年
- 『インド社会・文化史論―「伝統」社会から植民地的近代へ』明石書店 2010年
- 『「大東亜戦争」期 出版異聞 『印度資源論』の謎を追って』岩波書店、2013年
- 『中島敦の朝鮮と南洋 二つの植民地体験』岩波書店、2019年。シリーズ日本の中の世界史

## 共編著
- 現代歴史学入門 西川正雄共編 東京大学出版会 1987年4月
- 西欧近代との出会い 編著 明石書店 1994年9月
- インドの不可触民 その歴史と現在 明石書店 1997年10月
- 社会・文化・ジェンダー  現代南アジア 東京大学出版会 2003年1月
- 歴史における知の伝統と継承 山川出版社 2005年4月
- 南アジア史 2(中世・近世)山川出版社 2007年8月
- 座談会　世界史の中の安倍政権　日本経済評論社　2015年12月

## 翻訳
- ヒンドゥー社会と女性解放 ヤムナーの旅・高位カーストのヒンドゥー婦人 バーバー・パドマンジー、パンディター・ラマーバーイー 押川文子共訳 明石書店 1996年6月
- インド ゴードン・ジョンソン 石川寛、大石高志、船原雅彦共訳 朝倉書店 2001年7月